# Chota (Automarke)
Chota war eine britische Automarke, die zwischen 1912 und 1913 von der Buckingham Engineering Company Ltd. in Coventry (Warwickshire) produziert wurde. Im September 1913 wurden die Automobile in Buckingham umbenannt.
Das erste Modell war ein Cyclecar. Konstrukteur war J. F. Buckingham. Für den Antrieb sorgte ein Einzylindermotor mit 729 cm³ oder 746 cm³ Hubraum und 6 PS Leistung.
1913 kam ein Kleinwagen mit einem V2-Motor mit 1460 cm³ oder 1492 cm³ Hubraum dazu.

## Modelle
| Modell | Bauzeitraum | Zylinder | Hubraum            | Radstand |
| ------ | ----------- | -------- | ------------------ | -------- |
| 6/8 hp | 1912–1913   | 1        | 729 oder 746 cm³   | 2083 mm  |
| 16 hp  | 1913        | 2 V      | 1460 oder 1492 cm³ | 2184 mm  |

Quelle: